# Greenock Morton FC
Greenock Morton Football Club is een Schotse voetbalclub uit Greenock in Inverclyde.

## Geschiedenis
De club werd opgericht in 1874 en is daarmee een van de oudste van Schotland. In 1922 werd de beker binnen gehaald. De club is de rivaal van St. Mirren. In totaal speelde de club 54 seizoenen in de hoogste klasse.
In 2001 kreeg de club te kampen met financiële problemen en degradeerde uit de First Division. De aanpassing in Second Division was zwaar en in het seizoen 2002/2003 speelde de club voor het eerst in de Third Division (4de klasse). De club werd kampioen met een recordaantal toeschouwers voor een 4de klasse wedstrijd van 8497.
In het seizoen 2005/06 werd de club 2de in de derde klasse en verloor in de eindronde om de promotie. In 2007 werd de club kampioen en promoveerde. Ook in 2014 degradeerde Morton naar het derde niveau maar slaagde erin om na één seizoen weer terug te keren naar de Championship.

## Erelijst
| Nationaal                                |    |                                                      |
| Scottish Football League First Division  | 6x | 1949/50, 1963/64, 1966/67, 1977/78, 1983/84, 1986/87 |
| Scottish Football League Second Division | 2x | 1994/95, 2006/07                                     |
| League One                               | 1x | 2014/15                                              |
| Scottish Football League Third Division  | 1x | 2002/03                                              |
| Scottish Cup                             | 1x | 1922                                                 |

## Eindklasseringen
| 6 |

| 14 |

| 15 |

| 1 |

| 12 |

| 15 |

| 6 |

| 5 |

| 9 |

| 9 |

| 4 |

| 13 |

| 11 |

| 14 |

| 19 |

| 3 |

| 3 |

| 1 |

| 10 |

| 17 |

| 1 |

| 6 |

| 10 |

| 9 |

| 8 |

| 13 |

| 12 |

| 14 |

| 17 |

| 11 |

| 4 |

| 1 |

| 7 |

| 6 |

| 8 |

| 7 |

| 9 |

| 1 |

| 10 |

| 7 |

| 1 |

| 12 |

| 5 |

| 11 |

| 9 |

| 7 |

| 6 |

| 11 |

| 1 |

| 3 |

| 8 |

| 5 |

| 6 |

| 8 |

| 9 |

| 10 |

| 1 |

| 4 |

| 3 |

| 2 |

| 1 |

| 8 |

| 6 |

| 8 |

| 7 |

| 8 |

| 2 |

| 10 |

| 1 |

| 5 |

| 4 |

| 7 |

| 5 |

| 7 |

| 9 |

| 7 |

| 5 |

| 5 |

| 6 |

| Niveau 1 | Niveau 2 | Niveau 3 | Niveau 4 |

| Periode    | Niveau 1                | Niveau 2              | Niveau 3            | Niveau 4            |
| 1893-1975  | Division One            | Division Two          | Division Three      | --                  |
| 1975-1998  | Premier Division        | First Division        | Second Division     | Third Division      |
| 1998-2013  | Scottish Premier League | First Division        | Second Division     | Third Division      |
| 2013-heden | Scottish Premiership    | Scottish Championship | Scottish League One | Scottish League Two |

| Seizoen   | №  | Clubs | Divisie               | Duels | Winst | Gelijk | Verlies | Doelsaldo | Punten | Tsch  |
| --------- | -- | ----- | --------------------- | ----- | ----- | ------ | ------- | --------- | ------ | ----- |
| 2013–2014 | 10 | 10    | Scottish Championship | 36    | 6     | 8      | 22      | 32–71     | 26     | 1.686 |
| 2014–2015 | 1  | 10    | Scottish League One   | 36    | 22    | 3      | 11      | 65–40     | 69     | 1.728 |
| 2015–2016 | 5  | 10    | Scottish Championship | 36    | 11    | 10     | 15      | 39–42     | 43     | 2.731 |
| 2016–2017 | 4  | 10    | Scottish Championship | 36    | 13    | 13     | 10      | 44–41     | 52     | 2.362 |
| 2017–2018 | 7  | 10    | Scottish Championship | 36    | 13    | 11     | 12      | 47-40     | 50     | 1.986 |
| 2018–2019 | 5  | 10    | Scottish Championship | 36    | 11    | 13     | 12      | 36-45     | 46     | 1.943 |
| 2019–2020 | 7  | 10    | Scottish Championship | 28    | 10    | 6      | 12      | 45-52     | 36     | 1.607 |
| 2020–2021 | 9  | 10    | Scottish Championship | 27    | 6     | 11     | 10      | 22-33     | 29     | 0     |

## Morton in Europa
#R = #ronde, T/U = Thuis/Uit, W = Wedstrijd, PUC = punten UEFA coëfficiënten .
Uitslagen vanuit gezichtspunt Greenock Morton FC
| Seizoen | Competitie           | Ronde | Land              | Club       | Totaalscore | 1e W    | 2e W    | PUC |
| ------- | -------------------- | ----- | ----------------- | ---------- | ----------- | ------- | ------- | --- |
| 1968/69 | Jaarbeursstedenbeker | 1R    | Vlag van Engeland | Chelsea FC | 3-9         | 0-5 (U) | 3-4 (T) | 0.0 |

Zie ook
- Deelnemers UEFA-toernooien Schotland
- Ranglijst van alle clubs die in de diverse Europa Cups zijn uitgekomen

## Trainers
- 1904-1908:  George Morell
- 1908-1927:  Bob Cochrane
- 1928-1931:  David Torrance
- 1931-1934:  Bob Cochrane
- 1934-1938:  Jackie Wright
- 1939-1955:  Jimmy Davies
- 1955-1957:  Gibby McKenzie
- 1957-1960:  Jim McIntosh
- 1961-1972:  Hal Stewart
- 0000-1972:  Eric Smith

- 1972-1974:  Hal Stewart
- 1974-1975:  Erik Sørensen
- 1975-1976:  Joe Gilroy
- 1976-1983:  Benny Rooney
- 0000-1983:  Alex Miller
- 1983-1984:  Tommy McLean
- 1984-1985:  Willie McLean
- 1985-1997:  Allan McGraw
- 1997-2000:  Billy Stark
- 0000-2000:  Ian McCall

- 2000-2001:  Allan Evans
- 0000-2001:  Ally Maxwell
- 2001-2002:  Peter Cormack
- 0000-2002:  Dave McPherson
- 2002-2004:  John McCormack
- 2004-2008:  Jim McInally
- 2008-2009:  Davie Irons
- 2009-2010:  James Grady
- 2010-heden:  Allan Moore

## Bekende (ex-)spelers
- Robert Earnshaw